# Luise Wolfram
Louise Wolfram (née le 27 juillet 1987 à Apolda) est une actrice allemande.

## Biographie
Luise Wolfram grandit à Iéna et obtient un diplôme d'études secondaires en 2006. Enfant, elle fréquente l'un des jardins d'enfants Waldorf. De 2002 à 2005, elle est membre de la troupe de théâtre de l'école de musique et d'art d'Iéna.
De 2006 à 2010, Luise Wolfram étudie à l'Académie des arts dramatiques Ernst Busch de Berlin. Sa présentation, Mise en scène de séduction des deux côtés, a eu lieu au Bat-Studiotheater sous la direction de Matthias Günther. Après avoir obtenu son diplôme, elle reçoit une offre de la Schaubühne am Lehniner Platz. Elle y fait partie de l'ensemble permanent de 2010 à 2015. Elle travaille comme pigiste depuis 2015 ; mais elle se produit toujours à la Schaubühne de Berlin.
En 2022, elle interprète de rôle de Hannie Hoffmann Lessing dans la troisième saison de la série allemande Das Boot.
Sa tante est l'actrice Claudia Geisler.

## Filmographie
- 1996 : Engelchen (de)
- 2002 : Polizeiruf 110: Wandas letzter Gang (de) (série télévisée)
- 2012 : Küstenwache (de) – Zerstörte Träume (série télévisée)
- 2013 : Morden im Norden (de) – Schuss ins Blaue (série télévisée)
- 2014: Nie mehr wie immer
- 2015 : 
  - Aus der Kurve (de)
  - Männer, Möpse & Motoren (court métrage)
  - Meine sind deine Kinder
  - Schubert in Love
- 2016 : 
  - Tatort: Der hundertste Affe (de) (série télévisée)
  - Treffen sich zwei
  - Tatort: Echolot (de)
- 2017 : 
  - Mathilde – Liebe ändert alles (Matilda)
  - Neben der Spur – Dein Wille geschehe (de) (série télévisée)
  - Hanni & Nanni – Mehr als beste Freunde (de)
  - Tatort: Nachtsicht (de)
  - Tatort: Zurück ins Licht (de)
  - Hingabe
- 2018 : Aenne Burda – Die Wirtschaftswunderfrau (de)
- 2019 : 
  - Charité
  - Tatort: Wo ist nur mein Schatz geblieben? (de)
  - Was wir wussten – Risiko Pille (de)
- 2020 : 
  - Kiss Me Kosher (de)
  - How to Tatort (de)
- 2021 : 
  - Mission Kanada (de)
  - Tatort: Neugeboren (de)
- 2022: 
  - Das Boot (saison 3)